# Ступников, Василий Михайлович
Васи́лий Миха́йлович Сту́пников (20 марта 1929 — 20 ноября 2017, Благовещенск) — советский российский историк, педагог; профессор, кандидат исторических наук; ректор Благовещенского педагогического университета (1987—1999).

## Биография
Василий Михайлович Ступников родился 20 марта 1929 года. Окончил школу в Козьмодемьяновке Амурской области, в 1952 году — историко-филологический факультет Благовещенского педагогического института.
С 1952 года преподавал историю в Благовещенском педагогическом училище, затем был директором средней школы на станции Талдан Амурской области.
С 9 января 1956 года работал в Благовещенском педагогическом институте: ассистент, с 1963 — старший преподаватель кафедры истории; декан историко-филологического факультета (1964—1966), проректор по учебной работе (1966—1969), проректор по научной работе (1969—1987). В 1987—1999 годы — ректор института, который в 1995 году получил статус университета. В 1990-е годы был построен 75-квартирный дом для сотрудников и общежитие для студентов; открыт индустриально-педагогический факультет. В 1995 году инициировал открытие при институте Педагогического лицея.
Умер 20 ноября 2017 года.

### Семья
Внук — Василий Александрович Орлов (р. 1975), губернатор Амурской области (с 2018).

## Научная деятельность
В 1963 году, окончив аспирантуру при кафедре истории СССР Московского педагогического института им. В. И. Ленина, защитил кандидатскую диссертацию.

### Избранные труды
- Ступников В. М. Борьба за власть Советов на Амуре : Метод. реком. для студентов и учителей истории сред. шк. — Благовещенск : Благовещ. ГПИ, 1984. — 54 с.

## Награды
- значок «Отличник народного просвещения»
- Почётный работник высшего профессионального образования Российской Федерации
- знак «За отличные успехи в работе»
- орден «Почётный сотрудник СГУ»
- медаль «Ветеран труда»
- медаль ордена «За заслуги перед Отечеством» II степени (март 1999)
- почётный житель Благовещенска (2007)[1][2].